# Río Negro (Uruguay)
Der Río Negro ist ein ca. 750 km langer Fluss in den südamerikanischen Staaten Brasilien und Uruguay.

## Verlauf
Der Río Negro entspringt im Süden Brasiliens nahe der Stadt Bagé, doch quert er nach ca. 80 km die Grenze zu Uruguay. Er durchquert das Land von Nordost nach Südwest, wird mehrfach gestaut und mündet schließlich südwestlich der Stadt Mercedes in den Río Uruguay, der seinerseits ca. 30 km weiter südlich – zusammen mit dem deutlich größeren Río Paraná – den Mündungstrichter (Ästuar) des Río de la Plata bildet.

## Stauseen
Der Río Negro ist in der Landesmitte östlich von Paso de los Toros zum 1.140 km² großen See Rincón del Bonete aufgestaut. Später wird er in der ca. 320 km² großen Embalse de Paso del Palmar erneut gestaut.

## Zuflüsse
Die wichtigsten Zuflüsse sind von rechts der Río Tacuarembó und von links der Río Yí.

## Sonstiges
- Der Fluss teilt Uruguay in einen nördlichen Teil mit sechs Departamentos und in einen südlichen, dichter besiedelten und stärker erschlossenen Teil mit 13 Departamentos.
- Neben einem wesentlichen Beitrag zur Wasserversorgung des Landes liefert er auch einen Großteil der im Land benötigten elektrischen Energie.